# BioShock Infinite: Burial at Sea
BioShock Infinite: Burial at Sea («Морская могила», буквально — «Погребение в море») — дополнение для компьютерной игры BioShock Infinite, разработанное, как и сама игра, студией Irrational Games и выпущенное 2K Games для Windows, OS X, Linux, Xbox 360 и PlayStation 3. Дополнение вышло в виде двух распространявшихся с помощью цифровой дистрибуции «эпизодов» соответственно в 2013 и 2014 годах; позже оба эпизода были выпущены вместе с основной игрой в издании BioShock Infinite: The Complete Edition для тех же платформ, а ещё позже выпущены в рамках сборника BioShock: The Collection.
Хотя Burial at Sea и продолжает сюжет BioShock Infinite, оно тесно связано с игрой BioShock 2007 года — первой в серии — и служит её приквелом. Действие Burial at Sea разворачивается уже не в небесном городе Колумбия в 1913 году, а в подводном Восторге в 1958 году; в первом из двух эпизодов протагонист BioShock Infinite Букер ДеВитт по поручению героини Элизабет расследует исчезновение девочки по имени Салли. Во втором игровым персонажем становится уже сама Элизабет — она вынуждена заключить сделку с антагонистом Атласом и узнает о связях между Восторгом и Колумбией, существующих в параллельных мирах. Если первый эпизод из двух обозреватели описывали как «разочаровывающий» — простой перенос геймплея и персонажей BioShock Infinite в декорации BioShock без попытки добавить что-то новое, то второй получил уже более положительные отзывы и с геймплейной, и с сюжетной точки зрения — как завершение историй обеих предыдущих игр.

## Сюжет

### Episode One
В этой истории Букер ДеВитт является частным детективом в Восторге, как правило, выполняющим грязную работу для своих клиентов. Накануне 1959 года таинственная женщина по имени Элизабет просит его расследовать исчезновение маленькой девочки Салли. Намерения Элизабет неясны и она не желает раскрывать любую важную информацию кроме только того, что Салли жива и местный художник Сандер Коэн может иметь информацию о её местонахождении. По прибытии в клуб Коэна им становится известно, что для входа нужно быть в масках, созданных специально для гостей его вечеринки. Букер и Элизабет идут на поиски такой маски по соседним магазинам, в результате чего Букеру приходится тайком красться чтобы получить её. После нескольких попыток они находят маску с помощью которой, в итоге, попадают на вечеринку Коэна. Художник утверждает, что знает, где искать Салли, но расскажет это только если Букер и Элизабет станцуют. После танца Коэн оглушает героев и отправляет их в универмаг контрабандиста Фонтейна, который был потоплен Райаном.
По прибытии голос Коэна рассказывает, что Салли находится в отделе хозтоваров. Букер и Элизабет отправляются туда, встречая сопротивление мутантов. В одной из сцен Элизабет показывает Букеру свою способность делать разрывы, после чего появляется возможность использовать их в бою. Добравшись до Салли, герои сразу теряют её в одной из труб, где прятались Маленькие Сестрички. Пытаясь вытащить девочку из трубохода, Букер и Элизабет закрывают все выходы, кроме одного в магазине игрушек и, нагревая трубоход, заставляют Салли вылезти к последнему выходу, но девочка зовёт Большого Папочку.
После уничтожения Папочки, Букер пытается вытащить Салли из трубохода, и тут на ДеВитта нахлынывают воспоминания о прошлом, а Элизабет говорит Букеру отпустить Салли. В данном эпизоде показываются действия, происходящие в конце оригинала, когда Букер пытается отобрать Анну у молодого Комстока, но уже от лица Комстока, рядом с которым стояла Элизабет и Лютесы, а после закрытия разрыва девочка теряет не кончик мизинца, а голову. Букер отпускает Салли и кается перед Элизабет. Она называет Букера Комстоком, затем рядом с героями появляются Лютесы. Они говорят о прошлом Комстока: когда его стало одолевать чувство вины за смерть Анны, Захари попросил Лютесов найти место, где можно все забыть. Этим местом стал Восторг, где никогда не было Анны.
Комсток продолжает каяться перед Элизабет, но, неожиданно, Большой Папочка пронзает Захари буром.

### Episode Two
Сюжет этого эпизода начинается с видений Элизабет, в которых она бежит за Салли по улицам Парижа; внезапно мирная обстановка сменяется мраком и Элизабет становится свидетелем гибели Салли. Элизабет приходит в себя (то есть с момента окончания событий первого эпизода) и видит тело Комстока и стоящего над ней Атласа со своей бандой. Они берут в плен Салли и собираются убить Элизабет, но в последний момент с помощью образа Букера ей удается заключить с Атласом сделку и избежать смерти. В обмен на Салли, Элизабет обещает освободить Атласа с его шайкой из заключения в затопленном в ходе гражданской войны Эндрю Райаном супермаркете (на деле буквально поднять всё здание снова в город).
В дальнейшем Элизабет находит свой труп и вспоминает, что она также стала жертвой Большого Папочки, который убил Комстока, и её очередная копия была отправлена Лютэсами в мир Восторга, но взамен она потеряла все свои способности. Также у неё снова появился мизинец.
Позже она узнает, что у доктора Сушонга была машина для открытия портала в мир Колумбии. Тем не менее машина была сломана. Отремонтировав машину, она отправляется в Колумбию. В Колумбии она достает питающий элемент дирижаблей, необходимый для поднятия здания супермаркета, а также узнает про тайны импритинга, то есть как к ней привязали опеку Соловья. Эту же методику использовали и для привязки больших папочек к сестричкам в Восторге.
Вернувшись, она устанавливает питающий элемент у основания здания и поднимает супермаркет к городу. Тем не менее, она снова попадает в руки банды Атласа.
Атлас пытает её префронтальной лоботомией, требуя достать ему «туза в рукаве» — ключевую фразу для контроля над Джеком (главным героем первой игры серии). В подсознании с помощью образа Букера она вспоминает, что «туз в рукаве» находится в клинике доктора Сушонга. Отправившись туда она становится свидетельницей гибели Сушонга от руки Большого Папочки. На столе, у трупа доктора она находит конверт.
Когда она приносит конверт банде, она осознает, что Атлас не позволит ей уйти живой. Когда он видит в конверте только зашифрованную формулу, Атлас требует Элизабет её расшифровать. После того, как Элизабет говорит ключевую фразу «Будь любезен», он наносит ей последний, смертельный удар. Позже он говорит о посадке на самолет Джека, который должен помочь свергнуть Райана. В итоге, Элизабет умирает с улыбкой на лице, зная, что в будущем Джек спасет сестричек, включая Салли, победив Фонтейна. Таким образом героиня рвет цепь кровопролития — Элизабет чувствовала вину перед Салли, используя её для мести Комстоку.

## Игровой процесс

Внешность Элизабет в BioShock Infinite: Burial at Sea во многом основана на образе актрисы Вероники Лейк.

Как и оригинальный BioShock Infinite «Морская могила» является шутером от первого лица с элементами RPG. Дополнение включает в себя новое оружие, новые плазмиды (заменив Энергетики) и одежду. Первая половина Episode One фокусируется в основном на исследовании города Восторг и его истории, в то время, как вторая половина сосредоточена на боевой механике, близкой к первой игре BioShock и к BioShock Infinite, с ограниченными ресурсами и менее людными боями. Игрок может передвигаться по Восторгу как пешком, так и верхом на пневмо-линии (аналог аэротрассы из Колумбии). Элизабет всё так же помогает герою во время боя, бросая ему боеприпасы и аптечки, а также создает разрывы, в которых игрок может найти оружие и помощь, в виде механических «Патриотов» или воинов-самураев.
Второй эпизод дополнения также является шутером от первого лица, близким по механике к BioShock Infinite, однако с элементами стелса — игра ведется от лица самой Элизабет, которая уже не так крепко выдерживает удары и выстрелы, поэтому есть необходимость прятаться за разными объектами, чтобы потом оглушать врагов. В ресурсах и боеприпасах игрок ограничен ещё сильнее, разрывы создавать уже не получится, что заставит игрока прибегнуть к некоторым хитростям. К таковым относится применение специального плазмида, который позволит видеть врагов через стены, а также на время сделает игрока невидимым.

## Разработка
В этом дополнении город Восторг воссоздан с нуля с используемым в BioShock Infinite движком Unreal Engine 3 и его игровой механикой. Геймплей был немного изменён, чтобы соответствовать обстановке, вызвать у игрока чувство восхищения и отвлечь от крупных сражений в Infinite. Кроме того, в дополнение вернули множество предметов из первых частей игр серии, а также добавили новые, например ледяной плазмид «Old Man Winter» (аналог «Winter Blast» из BioShock и BioShock 2) был изобретен игроком по имени Джо Триндер, который разработал дизайн рекламного плаката для этого вещества и опубликовал его на официальном форуме компании 2K Games, которая издала серию BioShock.

## Отзывы и рейтинг
| Игра        | GameRankings                              | Metacritic                             |
| ----------- | ----------------------------------------- | -------------------------------------- |
| Episode One | 68,52 % (PC) 78,60 % (PS3) 68,00 % (X360) | 70/100 (PC) 76/100 (PS3) 68/100 (X360) |
| Episode Two | 82,64 % (PC) 83,00 % (PS3) 83,75 % (X360) | 81/100 (PC) 81/100 (PS3) 85/100 (X360) |

По данным агрегатора рецензий Metacritic, первый из двух эпизодов Burial at Sea получил «посредственные или смешанные» отзывы обозревателей, второй — «преимущественно положительные». Обозреватель GameSpot Кевин Ванорд охарактеризовал первый эпизод Burial at Sea как «хвост виляет собакой» — по его мнению, концовка BioShock Infinite вроде бы открывала перед разработчиками бесконечные возможности, но Burial at Sea всего лишь воспроизводит предыдущие игры, некомфортным образом «сшивая» плохо подходящие друг к другу вселенные, и привносит в декорации BioShock плохо подходящие к ним геймплейные элементы BioShock Infinite. Джош Виртанен из «GameZone» описал игру как «тёмную, опасную и полную политической и философской иронии». Рецензент IGN Райан Маккефри посчитал, что второй эпизод Burial at Sea «реабилитирует» разочаровывающий первый и «искупает» его ошибки — более элегантно подает свой сюжет, ощущается более сосредоточенным геймплейно благодаря упору на скрытность, а не сражения, и служит завершением истории как Восторга из BioShock, так и Колумбии из BioShock Infinite.